# Sankta Agnes kloster
Sankta Agnes Kloster (Skt. Agnete Kloster) i Roskilde var ett katolskt kloster för kvinnor tillhörigt Dominikanorden. Det grundades 1264, och upplöstes under reformationen i Danmark år 1527. Det var ett förmöget kloster med stor prestige, som normalt hyste nunnor tillhöriga adeln. 